# 弗雷德里克·西尼斯特拉
弗雷德里克·西尼斯特拉（法語：Frédéric Sinistra，1980年1月13日—2021年12月7日），比利時踢拳冠軍，號稱比利時最強男人，生前堅信新冠病毒是騙局，只是「小病毒」，不願接種疫苗亦不戴口罩，確診後更擅自從醫院偷跑回家養病，最終因2019冠状病毒病併發症而死亡，終年41歲。
西尼斯特拉生於比利時瑟蘭，從小自學踢拳，16歲開始參賽，曾4度贏得比利時國家錦標賽和3次世界錦標賽。在他39勝9敗的職業生涯中，曾多次奪得歐洲重量級踢拳冠軍的頭銜，亦為他帶來「送葬者」（the Undertaker）和「比利時最強男人」（Belgium's strongest man）的暱稱。